# Oksana Romienska
Oksana Wiktorowna Romienska (ros. Оксана Викторовна Роменская; ur. 6 czerwca 1976 w Rostowie nad Donem), rosyjska piłkarka ręczna, reprezentantka Rosji, obrotowa. Trzykrotnie zdobyła mistrzostwo Świata w 2001 r. we Włoszech, 2005 r. w Rosji oraz w 2009 r. w Chinach zdobyła mistrzostwo Świata. 
Podczas Igrzysk Olimpijskich 2008 w Pekinie zdobyła wicemistrzostwo olimpijskie.
Romienska została odznaczona tytułem Zasłużonego Mistrza Sportu. Została dwukrotnie odznaczona Orderem „Za zasługi dla Ojczyzny” II klasy: 22 lutego 2004 r. oraz 2 sierpnia 2009 r.

## Sukcesy

### klubowe
- Mistrzostwo Rosji:  (1994, 2002, 2003, 2004, 2006, 2007)
- Puchar EHF:  (2007)
- Liga Mistrzyń:  (2008)

### reprezentacyjne
- Mistrzostwo Świata:  (2001, 2005, 2007)
- Igrzyska Olimpijskie:  (2008)
- Mistrzostwa Europy:  (2006),  (2000)

## Odznaczenia
- Odznaczona tytułem Zasłużonego Mistrza Sportu.
- Order „Za zasługi dla Ojczyzny” II klasy (22 lutego 2004)
- Order „Za zasługi dla Ojczyzny” II klasy (2 sierpnia 2009) - za zdobycie wicemistrzostwa olimpijskiego w 2008 r. w Pekinie.